# Gaius Trebius Maximus
Gaius Trebius Maximus war ein im 2. Jahrhundert n. Chr. lebender römischer Politiker.
Maximus war um 115/116 bis 116/117 Statthalter (Legatus Augusti pro praetore) in der Provinz Lycia et Pamphylia. Durch ein Militärdiplom, das auf den 18. November 122 datiert ist, ist belegt, dass er 122 zusammen mit Titus Calestrius Tiro Orbius Speratus Suffektkonsul war. Gaius Trebius Sergianus, ordentlicher Konsul im Jahr 132, war vermutlich sein Sohn.